# Ennery (Haití)
Ennery (en criollo haitiano Ènri) es una comuna de Haití que está situada en el distrito de Les Gonaïves, del departamento de Artibonito.

## Historia
Sitio de residencia de Toussaint Louverture.

## Secciones
Está formado por las secciones de:
- Savane Carrée
- Passe-Reine (también denominada Bas d'Ennery)
- Chemin Neuf
- Puilboreau

## Demografía
| Gráfica de evolución demográfica de Ennery entre 2009 y 2015 |
|                                                              |

Los datos demográficos contemplados en este gráfico de la comuna de Ennery son estimaciones que se han cogido de 2009 a 2015 de la página del Instituto Haitiano de Estadística e Informática (IHSI). 